# Blended learning
A blended learning egy újabb oktatási forma, amelyben az internet és a digitális média nyújtotta lehetőségeket és a hagyományos tantermi oktatás módszereit együttesen használják. A tananyag elsajátítása közben az oktató ellenőrző és segítő szerepe megmarad: ebben a modellben fontos szerepet kap a személyes kontaktus, az órák megadott helyén és idején való személyes részvétel, míg az online tér tanulástámogató felületein keresztül a diákok szintén kapcsolatba léphetnek a tanárokkal és egymással is. A blended learning online aspektusában a diákok a tananyaghoz kötődően készíthetnek projekteket, podcasteket, szócikkeket és blogokat, valamint a határidős beadandóikat is erre a felületre tölthetik fel.

## A blended learning modelljei
A blended learning-et magyarra 'vegyes-', vagy 'kombinált oktatásnak' fordíthatnánk, amely lényegében az e-learning adta lehetőségek és a hagyományos tantermi oktatás kombinációja. Mivel a blended learning egy friss oktatási forma, ezért a szakirodalom több fajta módon értelmezi a terminust. Alapvetően hat nagyobb oktatási modellbe lehet sorolni:
1. Face-to-face driver – Ebben a módszerben az oktató adja az instrukciókat, amelyeket digitális eszközökkel egészít ki.[4]
2. Rotation – A diákokat előre meghatározott kerettanterv szerint rotálják az online tanulmányok és a személyes tantermi tanulás között.[5]
3. Flex – A tananyag nagy részét az oktatók online biztosítják a hallgatók számára, ebben a módszerben az oktató inkább csak tanácsot ad, vagy mentorál.[6]
4. Labs – Minden tananyagot online platformon bocsátanak a hallgatók számára, azonban ezt egy meghatározott helyszínen (pl.: iskola, képzési helyi, vagy munkahely) kell végezniük. A hallgatók ebben a modellben általában a helyszínen hagyományos tantermi oktatásban is részt vesznek.[7]
5. Self-blend – A hallgatóknak lehetőségük van a hagyományos keretek között zajló tanulmányaikat online térben történő kurzusokkal is elmélyíteni.[8]
6. Online driver – A diákok az egész kurzust online platform segítségével végzik el, míg az oktatók csak ellenőrző szerepet kapnak. Mind a tananyag, mind a tanítás az online térben zajlik, a személyes konzultációk vagy előre tervezettek, vagy csak akkor iktatják be ezeket, ha szükségesnek érzik.[9]

## A blended learning előnyei
A kombinált oktatás egy hatékony oktatási forma, amelyben nagy hangsúlyt kap mind a közösségi oktatás, mind az egyéni tanulás. A hallgatók fejlődését az oktató felügyeli, igény esetén beavatkozva abba. A személyes konzultációk révén a személyre szabott tanulás is elérhető a modellben. A hallgatók egyaránt szocializálódhatnak személyesen a tantermi órák és az oktatási intézmény keretein belül, valamint az online térben, ahol közösen dolgozhatnak, kommentálhatják egymás munkáját stb. Az egyéni fejlődés szempontjából is hatékony tanulási forma a blended learning, ugyanis mindazok számára jó alternatíva lehet, akik az egyéni, vagy a közösségi tanulást részesítik előnyben. Az oktató szempontjából világos keretekkel működtethető a metódus, amely mind a hallgatók, mind a saját maga számára jól átlátható és fejleszthető. A kombinált oktatás online aspektusának nagy előnye, hogy az oktatóknak és a hallgatóknak nem kell egymás idejéhez igazodniuk.

## A blended learning hátrányai
A kombinált oktatás hátrányai között érdemes megemlíteni, hogy ez a módszer erősen függ a fenntartó intézmény – és esetenként a hallgatók – technikai ellátottságától. Ezeknek az IKT eszközöknek és a kapcsolódó tudás hiányában egyelőre globálisan nem mindenhol alkalmazható. A hallgatók számára nem feltétlen vonzó az online kurzusvideók nézése: ahogyan egy tanulmány erre rá is mutat, csak a diákok közel 40%-a ülte végig az oktatási anyagokat képező filmeket. Az intézmény szempontjából idő-, és pénzigényes egy jól működő blended learning rendszer felállítása. Profitorientált intézményeknél ezeket a megnövekedett költségeket a tandíjban a hallgatókra hárítják, akik számára a magasabb költség nem vonzó.

## Hol alkalmazható a vegyes oktatás?
A kombinált oktatás egyaránt alkalmazható közép- és felsőfokú oktatási intézményekben, a vállalati szférában (továbbképzés és tréningek), illetve nyelviskolákban, vagy akár autósiskolákban is.